# Nati nel 1323
| Questa pagina contiene informazioni ricavate automaticamente dalle voci biografiche con l'ausilio del template Bio e di un bot. L'aggiornamento è periodico e automatico e ricostruisce completamente la pagina. Se manca una persona in questa lista, sei pregato di non aggiungerla, ma accertati piuttosto che la sua voce biografica contenga il template Bio e che i dati anagrafici siano correttamente compilati. Se il template Bio manca, inseriscilo tu stesso o, in alternativa, metti l'avviso {{tmp\|Bio}} che ne segnala la mancanza. Se i dati riportati sono sbagliati, correggi direttamente la voce biografica; le modifiche saranno visibili in questa lista entro pochi giorni. Per chiarimenti vedi il progetto biografie. La lista contiene solo le 10 persone che sono citate nell'enciclopedia e per le quali è stato implementato correttamente il template Bio. Pagina aggiornata al 10 giu 2025. |

- 9 febbraio - Margherita di Brabante, contessa († 1380)
- 10 novembre - Filippo di Borgogna, conte († 1346)
- Dmitrij Konstantinovič, russo († 1383)
- Maria di Blois, duchessa († 1363)
- Vieri de' Medici, banchiere italiano († 1395)
- Roberto di Namur, nobile olandese († 1391)
- Nicola d'Oresme, matematico, fisico e astronomo francese († 1382)
- Tommaso II di Savoia, vescovo cattolico italiano († 1362)
- Serafino de' Serafini, pittore italiano († 1393)
- Carlo di Gravina, nobile italiano († 1348)